# Santa Elena Comaltepec
Santa Elena Comaltepec, Distrito de Jamiltepec, Estado de Oaxaca, es una localidad en la región de la costa chica del Estado de Oaxaca.

## Toponimia
el nombre de la comunidad proviene del nahuatl de comalli=comal y tepec=cerro cerro del comal.
en mixteco se dice yuku kyiyo de yuku=cerro y kyiyo=tejas.
probablemente haya sufrido algún tipo de deformación en su nombre en mixteco,por el parecido que hay entre kyiyo=tejas y chiyo=comal, para concordar con el nombre en nahuatl sería yukuchiyo de yuku=cerro y chiyo=comal, recordando que los aztecas le daban el mismo nombre a las comunidades bajo su dominio traduciéndolas de la lengua original al nahuatl.

## Historia
Comaltepec no tiene datos exactos sobre la fundación del poblado.
Algunos de sus habitantes provienen de otros pueblos: Jamiltepec, mechoacan, Huaxpaltepec, Ixtayutla, Collantes, Pinotepa de don Luis, y Pinotepa nacional. También la cuadrilla del rosario, y otras comunidades de alrededor.

## Medio físico
Su clima es cálido con lluvias abundantes en verano.
Su principal río es el arroyo "Yuu Tinoo, y Yuu Nduta Ma'añuu.

### Flora
Cocos, algodón, café limón agrio y dulce, lima, naranja, mango sandía, melón, calabaza, plátano, jamaica, papaya, mamey. 

### Fauna
Iguanas, venados, armadillos, tejones, zorrillos, culebras de diversas variedades, peces de diversas especies.

## Sociedad
La mayoría de sus habitantes son mixtecos y tienen como lengua principal el mixteco y el español.

### Vestimenta
Su vestimenta tradicional para la mujer consta de pozahuanco, mandil y huipil, aunque a veces usan una manta blanca a modo de enredo igual que el pozahuanco.
Para el hombre cotón, calzón y sombrero.
Ya quedan muy pocas personas que sigan usando el vestido tradicional.

### Escuelas
- Escuela primaria Mártires de Chapultepec
- Escuela secundaria técnica n.º 226
- Jardín de niños Ignacio Zaragoza
- Jardín maternal

### Medios de comunicación
El principal medio de comunicación es la radio XEJAM con sede en Santiago Jamiltepec, la televisión que recibe dos canales, un café internet y varias casetas telefónicas En la actualidad ya cuentan con teléfonos celulares.

### Vías de comunicación
La carretera que va de Jamiltepec hacia los pueblos de la sierra.

### Deportes
La comunidad cuenta con dos canchas de basquetbol y una de fútbol.

### Servicios Públicos
Cuenta con un 50% de iluminación de vías públicas, un 80% de suministro de agua potable.
No hay alcantarillado ni drenajes, tampoco recolecta de basura.

### Economía
El 90% de la población se dedica a la agricultura y un 10% trabaja empleados en Jamiltepec, la mayoría en el DF y en EE. UU.

### Fiestas, danzas, tradiciones
Su fiesta patronal se lleva a cabo del 1 de mayo al 3 es la más importante para los habitantes del poblado.
En la fiesta patronal se festeja el día de la Santa Cruz y a Santa Elena.
Llegan visitantes de varios pueblos con sus danzas tradicionales como son la de la quijada, mascaritas, chareos y la tortuga.
Hay quemas de toritos, castillo. Es una gran oportunidad para ver varias danzas y representaciones de la región.
También se puede adquirir artesanías elaboradas por los comerciantes como : jicaras bellamente labradas con figuras de animales, pozahuancos que son un enredo que utilizan las mujeres mixtecas a modo de enaguas, servilletas, el pan de pico, dulces de coco; petates, metates y aguardiente.
También se puede escuchar las chilenas:  música tradicional de la región de la costa chica, ya que llegan varias orquestas y tocan chilenas y sones durante todo el día, igual llegan algunos señores que tocan la flauta de carrizo y el tambor para que bailen los toritos.

#### Carnaval
Durante la temporada de carnaval (la fecha varía por el año lunar) se ejecuta una de las danzas más tradicionales de toda de la región la de los tejorones.
La danza de los tejorones es una danza donde se ridiculiza al español conquistador, haciendo burla de sus tradiciones y de su propia religión invasora, durante el inicio de la danza los tejorones hacen una misa dentro de la iglesia del poblado en la cual se burlan de las imágenes religiosas y hacen la reprecentación de actos sexuales, y posiciones sexuales durante su misa, igual introducen revistas pornográficas a la iglesia. y rezan mirando hacia la puerta de salida.
Cuando concluye la misa aparece la mujer de los tejorones:  única representación femenina que hay en la danza, se llama María Cashtrenda(en otros lugares se le conoce como María Catalenta) la cual es madre y mujer de todos los tejorones.
Los tejorones viejos van por el alcalde hasta su casa, también por las otras autoridades viejas de la comunidad, todos son lazados y arrastrados hasta el atrio de la iglesia, donde el alcalde es subido a un burro o caballo muy adornado con papel y flores de ita yata, haciendo burla del alcalde los tejorones le pegan al burro haciendo caer al alcalde.
Después los tejorones buscan dos palos o maderos con el cual realizaran lo que es conocido como la cruz de los tejorones en donde amarrarán a un hombre durante todo el día concluyendo con una procesión con la cruz en todo el poblado, durante la procesión o desfile, los tejorones bailan en tres partes de la comunidad: en la entrada del pueblo donde hay una cruz, en medio del pueblo donde está la iglesia y al final del pueblo donde está una parota con una cruz.
En el carnaval la mujer de los tejorones María,cashtrenda reparte una bebida de aguardiente a la que se le agrega jamaica, nanche o durazno, y a veces coco.
Durante uno de los sones María cashtrenda da a luz a un niño que es su hijo e hijo de un tejoron viejo, antes de dar a luz a su hijo en medio de la cancha María y varios tejorones hacen la representación del acto sexual en el cual María queda embarazada.
Al final del carnaval, todos toman aguardiente y se emborrachan hasta morir.

#### Danzas tradicionales
1. danza de la quijada
2. danza de los tejorones
3. danza de la tortuga y la danza  de los tejorones de  máscara negra

Su baile tradicional es la chilena y los sones que se tocan con violín y cajón. Sus artesanías son cazuelas comales ollas y máscaras de tejorones.
Hay varias mayordomías como la de diciembre que dura dos semanas empezando con las pozadas hasta Navidad, el lavado de servilletas y la celebración de fin de año.